# Première Nation de Black River
Pour les articles homonymes, voir Black River.
La Première Nation de Black River (aussi parfois appelée la Première Nation de Little Black River, Makadewaagamijiwanong en ojibwé) est une bande indienne de la Première Nation ojibwée du Manitoba au Canada. Elle possède une réserve, Black River 9, d'une superficie de 809 hectares située à 32 km au nord de Pine Falls et à 150 km au nord de Winnipeg. En janvier 2008, la Première Nation de Black River avait une population totale enregistrée de 977 membres dont 701 vivaient sur la réserve. Le recensement de 2011 a dénombré 521 habitants sur la réserve. La Première Nation est signataire du Traité 5.

## Géographie
La Première Nation de Black River possède une réserve nommée Black River 9. Celle-ci est située le long des rivières O'Hanley et Black à 32 km au nord de Pine Falls et à 150 km au nord de Winnipeg. Elle est accessible par une route ouverte à l'année, la route provinciale 304 (en), ainsi que 4 km de routes municipales.

## Gouvernement
La Première Nation de Black River est gouvernée par un conseil élu composé d'un chef, d'un chef adjoint et de deux conseillers.

## Annexe